# Cầu Giấy (quận)
Cầu Giấy là một quận nội thành cũ thuộc thành phố Hà Nội, Việt Nam.

## Địa lý
Quận Cầu Giấy nằm ở phía tây trung tâm thành phố Hà Nội, có vị trí địa lý:
- Phía đông giáp quận Ba Đình và quận Đống Đa với ranh giới là sông Tô Lịch
- Phía tây giáp quận Nam Từ Liêm
- Phía nam giáp quận Thanh Xuân
- Phía bắc giáp quận Tây Hồ và quận Bắc Từ Liêm.

Quận có diện tích 12,44 km², dân số năm 2020 là 292.536 người, mật độ dân số đạt 23.516 người/km².
Từ ngày 01/07/2025 chính thức bỏ đơn vị hành chính cấp Quận, Huyện. Hiện nay trên địa bàn quận Cầu Giấy cũ được chia thành 3 phường mới là phường Cầu Giấy, phường Nghĩa Đô và phường Yên Hòa 
Tìm hiểu về bất động sản khu vực Cầu Giấy

## Lịch sử

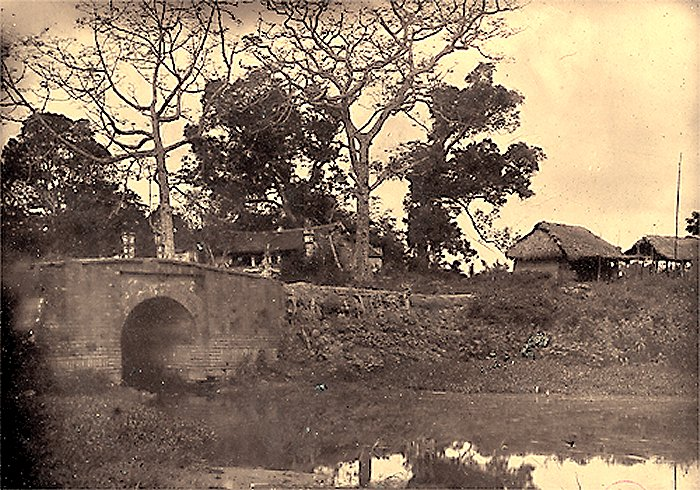
Cầu Giấy năm 1885, nơi Francis Garnier (21 tháng 12 năm 1873) và Henri Rivière (19 tháng 5 năm 1883) bị quân Cờ Đen giết

Thời trước Cầu Giấy là một phần của huyện Từ Liêm, phủ Quốc Oai, trấn Sơn Tây. Từ năm 1831 thời nhà Nguyễn thuộc phủ Hoài Đức, tỉnh Hà Nội. Sau khi giải phóng Thủ đô năm 1954 thuộc quận VI. Đến năm 1961, Hà Nội mở rộng địa giới, xóa bỏ các quận, lập ra 4 khu phố nội thành và 4 huyện ngoại thành, từ đó huyện Từ Liêm được lập lại, gồm đất hai quận V và VI, dân cư sống tập trung tại các vùng như: Vùng Kẻ Bưởi (Nghĩa Đô, Nghĩa Tân); Vùng Kẻ Vòng (Dịch Vọng, Mai Dịch); Vùng Kẻ Cót-Giấy (Quan Hoa, Yên Hòa); Vùng Đàn Kính Chủ (Trung Hòa).
Ngày 13 tháng 10 năm 1982, thành lập các thị trấn: Cầu Giấy (trên cơ sở tách ra từ xã Dịch Vọng), Nghĩa Đô (trên cơ sở giải thể xã Nghĩa Đô và tách một phần diện tích xã Cổ Nhuế) thuộc huyện Từ Liêm.
Ngày 17 tháng 9 năm 1990, thành lập thị trấn Mai Dịch thuộc huyện Từ Liêm (trên cơ sở giải thể xã Mai Dịch và điều chỉnh một phần diện tích thị trấn Cầu Diễn).
Ngày 17 tháng 4 năm 1992, thành lập thị trấn Nghĩa Tân trên cơ sở điều chỉnh một phần diện tích và dân số của thị trấn Nghĩa Đô.
Ngày 22 tháng 11 năm 1996, Chính phủ Việt Nam ra Nghị định 74-CP thành lập quận Cầu Giấy trên cơ sở toàn bộ diện tích tự nhiên và dân số của 4 thị trấn: Cầu Giấy, Nghĩa Đô, Nghĩa Tân, Mai Dịch và 3 xã: Dịch Vọng, Yên Hòa, Trung Hòa thuộc huyện Từ Liêm. Trong đó, thị trấn Cầu Giấy được đổi tên thành phường Quan Hoa. Khi mới thành lập, quận có 7 phường: Dịch Vọng, Mai Dịch, Nghĩa Đô, Nghĩa Tân, Quan Hoa, Trung Hòa, Yên Hòa.
Ngày 5 tháng 1 năm 2005, điều chỉnh lại địa giới các phường Quan Hoa và Dịch Vọng, đồng thời thành lập phường Dịch Vọng Hậu. Như vậy, quận Cầu Giấy có 8 phường: Dịch Vọng, Dịch Vọng Hậu, Mai Dịch, Nghĩa Đô, Nghĩa Tân, Quan Hoa, Trung Hòa, Yên Hòa, giữ ổn định đến nay.
Ngày 27 tháng 4 năm 2021, Ủy ban Thường vụ Quốc hội ban hành Nghị quyết số 1263/NQ-UBTVQH14 (nghị quyết có hiệu lực từ ngày 1 tháng 7 năm 2021). Theo đó:
- Điều chỉnh 10,32 ha diện tích tự nhiên thuộc địa giới hành chính phường Cổ Nhuế 1, quận Bắc Từ Liêm về phường Nghĩa Tân quản lý
- Điều chỉnh 1,86 ha diện tích tự nhiên thuộc địa giới hành chính phường Mỹ Đình 2, quận Nam Từ Liêm về phường Mai Dịch quản lý.

Ngày 14 tháng 11 năm 2024, Ủy ban Thường vụ Quốc hội ban hành Nghị quyết số 1286/NQ-UBTVQH15 (nghị quyết có hiệu lực từ ngày 1 tháng 1 năm 2025). Theo đó:
- Điều chỉnh 0,14 km2 diện tích tự nhiên, quy mô dân số là 7.188 người của phường Yên Hòa và 0,05 km2 diện tích tự nhiên, quy mô dân số là 120 người của phường Dịch Vọng về phường Quan Hoa quản lý.
- Điều chỉnh 0,16 km2 diện tích tự nhiên, quy mô dân số là 2.750 người của phường Dịch Vọng; 0,12 km2 diện tích tự nhiên, quy mố dân số là 2.439 người của phường Nghĩa Đô và 0,16 km2 diện tích tự nhiên, quy mô dân số là 3.380 người của phường Dịch Vọng Hậu về phường Nghĩa Tân quản lý.

## Hành chính
Quận Cầu Giấy có 8 đơn vị hành chính cấp xã trực thuộc, bao gồm 8 phường: Dịch Vọng, Dịch Vọng Hậu, Mai Dịch, Nghĩa Đô, Nghĩa Tân, Quan Hoa, Trung Hòa, Yên Hòa.
| Tên           | Diện tích (km²) | Dân số (người)2022 | Mật độ dân số (người/km²) |
| ------------- | --------------- | ------------------ | ------------------------- |
| Phường (8)    |                 |                    |                           |
| Dịch Vọng     | 1,15            | 25.661             | 22.314                    |
| Dịch Vọng Hậu | 1,45            | 28.696             | 19.790                    |
| Mai Dịch      | 2,02            | 40.527             | 20.063                    |
| Nghĩa Đô      | 1,22            | 33.003             | 27.052                    |

| Tên       | Diện tích (km²) | Dân số (người)2022 | Mật độ dân số (người/km²) |
| --------- | --------------- | ------------------ | ------------------------- |
| Nghĩa Tân | 1,12            | 31.536             | 28.157                    |
| Quan Hoa  | 1,08            | 41.378             | 38.313                    |
| Trung Hòa | 2,46            | 54.770             | 22.264                    |
| Yên Hòa   | 1,92            | 42.314             | 22.039                    |

## Đường phố
- Bưởi
- Cầu Giấy
- Chùa Hà
- Đặng Thùy Trâm
- Dịch Vọng
- Dịch Vọng Hậu
- Đinh Núp
- Đỗ Quang
- Doãn Kế Thiện
- Dương Đình Nghệ
- Dương Khuê
- Dương Quảng Hàm
- Duy Tân
- Đại lộ Thăng Long
- Hạ Yên Quyết
- Hồ Tùng Mậu
- Hoa Bằng
- Hoàng Đạo Thúy
- Hoàng Minh Giám
- Hoàng Ngân
- Hoàng Quán Chi
- Hoàng Quốc Việt
- Hoàng Sâm
- Khuất Duy Tiến
- Khúc Thừa Dụ
- Lạc Long Quân
- Lê Đức Thọ
- Lê Văn Lương
- Lưu Quang Vũ
- Mạc Thái Tổ
- Mạc Thái Tông
- Mai Dịch
- Nghĩa Đô
- Nghĩa Tân
- Nguyễn Bá Khoản
- Nguyễn Chánh
- Nguyễn Đình Hoàn
- Nguyễn Đỗ Cung
- Nguyễn Khả Trạc
- Nguyễn Khang
- Nguyễn Khánh Toàn
- Nguyễn Ngọc Vũ
- Nguyễn Như Uyên
- Nguyễn Phong Sắc
- Nguyễn Quốc Trị
- Nguyễn Thị Định
- Nguyễn Thị Duệ
- Nguyễn Thị Thập
- Nguyễn Văn Huyên
- Nguyễn Vĩnh Bảo
- Nguyễn Xuân Linh
- Nguyễn Xuân Nham
- Phạm Hùng
- Phạm Thận Duật
- Phạm Tuấn Tài
- Phạm Văn Bạch
- Phạm Văn Đồng
- Phan Văn Trường
- Phùng Chí Kiên
- Quan Hoa
- Quan Nhân
- Thâm Tâm
- Thành Thái
- Thọ Tháp
- Tô Hiệu
- Tôn Thất Thuyết
- Trần Bình
- Trần Cung
- Trần Đăng Ninh
- Trần Duy Hưng
- Trần Kim Xuyến
- Trần Quốc Hoàn
- Trần Quốc Vượng
- Trần Quý Kiên
- Trần Thái Tông
- Trần Tử Bình
- Trần Vỹ
- Trung Hòa
- Trung Kính
- Trương Công Giai
- Tú Mỡ
- Võ Chí Công
- Vũ Phạm Hàm
- Xuân Quỳnh
- Xuân Tảo
- Xuân Thủy
- Yên Hòa

## Văn hóa
Nơi đây cũng là cái nôi văn hiến và nghề cổ truyền: làng Giấy (Thượng Yên Quyết) từng có 9 tiến sĩ, làng Cót (Hạ Yên Quyết) cũng có 9 tiến sĩ, làng Nghĩa Đô (làng Nghè) 3 tiến sĩ, cử nhân tú tài thì lên đến hàng trăm người. Vùng Bưởi có nghề dệt lụa, gấm, làm giấy. Làng Vòng (Dịch Vọng Hậu) làm cốm nổi tiếng tới bây giờ. Làng Giấy làm giấy phất quạt, gói hàng. Làng Giàn có nghề làm hương. Trên địa bàn quận ngay nay có nhiều đình đền khá tôn nghiêm như: đền Lê (thờ hai chị em họ Lê đã giúp Lê Đại Hành phá quân Tống); chùa Hoa Lăng (thờ mẹ của sư Từ Lộ); chùa Hà; chùa Thánh Chúa. Làng Nghĩa Đô cũng là quê ngoại của nhà văn Tô Hoài. Đình Mai Dịch thờ vị nhân thần thời hậu Lý Nam Đế là Lý Phật Tử. Sở dĩ Lý Phật Tử được dân làng Mai Dịch tôn làm Thành hoàng làng bởi vùng đất Từ Liêm là một địa bàn chiến lược quan trọng, nơi phát tích của cuộc đấu tranh giành độc lập dân tộc do Lý Nam Đế phát động. Cầu Giấy là cây cầu bắc qua sông Tô Lịch tại nơi nay là đường Cầu Giấy, quận Cầu Giấy, Hà Nội. Tên cầu đã được dùng để đặt cho Ô Cầu Giấy xưa và Quận Cầu Giấy hiện nay. Địa điểm của cây cầu này cũng chính là '''Ô cầu Giấy'''. '''Nghĩa trang Mai Dịch''' là một nghĩa trang liệt sĩ ở Hà Nội, Việt Nam. Đây cũng là nơi an nghỉ dành cho những nhân vật chính trị cấp cao như bộ trưởng, thứ trưởng các bộ trong chính phủ, các ủy viên Trung ương Đảng trở lên; các nhà khoa học, nhà văn hóa, nhà văn, nhà thơ được giải thưởng Hồ Chí Minh; các tướng lĩnh xuất sắc; anh hùng lực lượng vũ trang,...

## Giáo dục
Trên địa bàn quận Cầu Giấy có đến hơn 80 cơ sở đào tạo và nghiên cứu khoa học cấp Nhà nước và cấp Bộ.
Một số trường Đại học và Viện nghiên cứu lớn là:

### KhốiĐại học Quốc gia Hà Nội:
Trường Đại học Ngoại ngữ, Trường Đại học Luật, Trường Đại học Kinh tế, Trường Đại học Y Dược, Trường Quản trị và Kinh doanh, Trường Quốc tế, Trường Đại học Giáo dục, Trường Khoa học liên ngành và Nghệ thuật, Trường THPT Chuyên Ngoại ngữ, Trường THPT Khoa học Giáo dục, Trường THCS Ngoại ngữ, Trung tâm Khảo thí, Viện Trần Nhân Tông, Viện Đảm bảo chất lượng giáo dục, Trung tâm Giáo dục Quốc phòng và An ninh, Trung tâm Giáo dục Thể chất & Thể thao,...

### Các trường thuộc các bộ ngành
Trường Đại học học Sư phạm Hà Nội (Trường THCS & THPT Trần Quốc Tuấn, Trường THPT Chuyên Đại học Sư phạm), Học viện Quốc phòng, Học viện Chính trị Quốc gia Hồ Chí Minh,  Trường Đại học Sân khấu - Điện ảnh Hà Nội, Học viện Múa Việt Nam, Trường Đại học Thương mại, Học viện Báo chí và Tuyên truyền, Trường Đại học Lao động - Xã hội, Trường Đại học Thủ đô Hà Nội (trước đây là Trường Cao đẳng Sư phạm Hà Nội),Viện Khoa học và Công nghệ Việt Nam, Viện Khoa học và Công nghệ Quân sự, Viện Khoa học và Kỹ thuật Hạt nhân, Trung tâm nhiệt đới Việt- Nga... Các trường THPT nổi tiếng: Trường THPT Chuyên Hà Nội - Amsterdam, Trường THPT Lương Thế Vinh, Trường THPT Nguyễn Tất Thành, Trường THPT Yên Hòa, Trường THPT Cầu Giấy, Trường THPT Lý Thái Tổ, Trường THPT Nguyễn Bỉnh Khiêm, Trường THPT Nguyễn Siêu...

## Bệnh viện
Viện Huyết học và Truyền máu Trung ương, Bệnh viện 19-8 Bộ Công an, Bệnh viện Y học cổ truyền Hà Nội, Bệnh viện E

## Công sở
Trên địa bàn quận có nhiều cơ quan nhà nước như: Bộ Tài nguyên Môi trường, Bộ Nội vụ, Thanh tra Chính phủ, Viện kiểm sát nhân dân Tối cao, Tổng cục Đường bộ, Tổng cục Dân số, Tổng cục Hải quan, Ban Tôn giáo Chính phủ, Hội Nông dân Việt Nam, Cục Hàng hải, Cục Đường sông, Cục Đăng kiểm, Sở Công thương, Truyền hình Công an Nhân dân, Viện Nghiên cứu phát triển kinh tế - xã hội Hà Nội, Sở Công Thương Hà Nội,..

## Hạ tầng kỹ thuật

### Các khu đô thị
- Khu đô thị Dịch Vọng
- khu đô thị Trung Hòa - Nhân Chính
- Khu tập thể Nghĩa Tân
- Khu đô thị Yên Hòa
- Khu đô thị Trung Yên
- Khu đô thị Nam Trung Yên
- Khu đô thị Cầu Giấy
- Khu đô thị Nghĩa Đô
- Khu đô thị An Sinh Hoàng Quốc Việt
- Khu đô thị Constrexim Complex Dịch Vọng
- Khu đô thị Đông Nam Trần Duy Hưng
- Khu đô thị Vimeco II
- Khu đô thị Mai Dịch
- Khu đô thị Mandarin Garden
- Chung cư Hanoi Signature Số 06 Đường Nguyễn Văn Huyên, Phường Nghĩa Đô, Quận Cầu Giấy

### Công viên

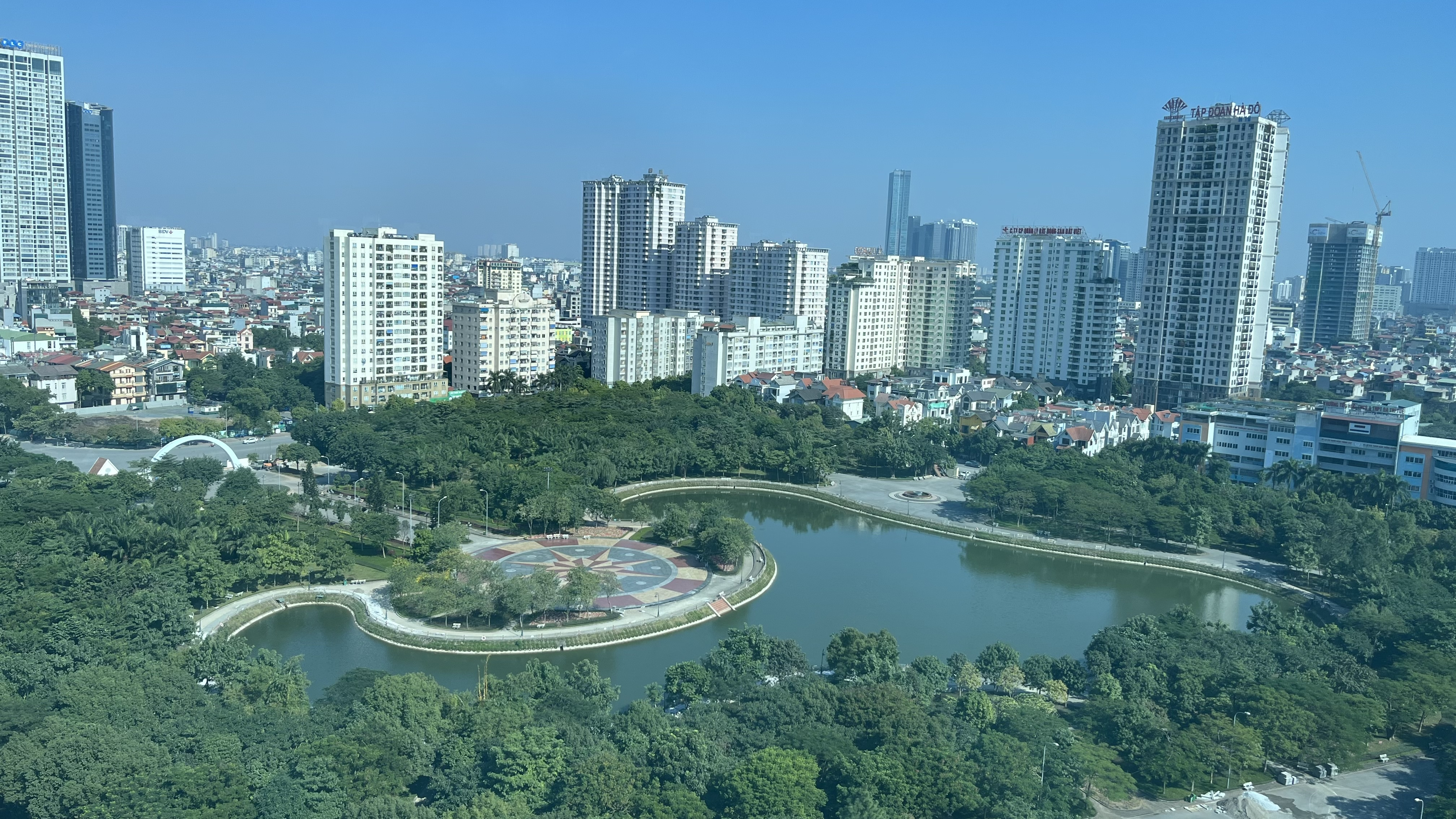
Công viên Cầu Giấy

Quận Cầu Giấy có các công viên:
- Công viên Nghĩa Đô
- Công viên Cầu Giấy

### Hệ thống đường sắt đô thị
■ Tuyến số 3: (Quận Nam Từ Liêm) ← Ga Lê Đức Thọ - Ga Đại học Quốc gia Hà Nội - Ga Chùa Hà → (Quận Ba Đình)

### Hệ thống xe buýt

#### Điểm đầu cuối và trung chuyển:
- ĐTC Cầu Giấy (E05, 07, 24, 26, 27, 32, 34, 38, 49, 55A, 55B, 90, 96, 105, 161)
- ĐTC Hoàng Quốc Việt (33, 38, 45, 53A, 144)
- Bến xe Mỹ Đình (09B, 09BCT, 16, 21B, 22B, 30, 33, 34, 46, 53B, 64, 74, 84, 87, 88, 103A, 103B, 109, 157, E01, E03, E05)
- Công viên Nghĩa Đô (12, 39, 85, 96, 97)
- Công viên Cầu Giấy (61)
- Học viện Tư pháp (51)

#### Các tuyến xe buýt hoạt động:
| Tuyến xe buýt                                             | Lộ trình trong khu vực quận Cầu Giấy | Ghi chú                                                    |
| --------------------------------------------------------- | --- | ---------------------------------------------------------- |
| BRT01(Bến xe Yên Nghĩa - Kim Mã)                          | ... - Lê Văn Lương -... |                                                            |
| 05(Phú Diễn - Linh Đàm)                                   | ... - Hoàng Minh Giám - Nguyễn Chánh - Mạc Thái Tông - Trung Kính - Phạm Văn Bạch - Tôn Thất Thuyết -... |                                                            |
| 07(Cầu Giấy - Nội Bài)                                    | ĐTC Cầu Giấy - Cầu Giấy - Nguyễn Văn Huyên - Xuân Tảo -... |                                                            |
| 09A(Bờ Hồ - Đại học Mỏ)                                   | ... - Đường Bưởi - Võ Chí Công -... | Hoạt động Thứ 2 đến 18:00 Thứ 6 hàng tuần                  |
| 09A CT(Trần Khánh Dư - Đại học Mỏ)                        | ... - Đường Bưởi - Võ Chí Công -... | Hoạt động 18:00 Thứ 6 đến Chủ nhật (tránh tuyến phố đi bộ) |
| 09B(Bờ Hồ - Bến xe Mỹ Đình)                               | ... - ĐTC Cầu Giấy - Cầu Giấy - Trần Thái Tông - Tôn Thất Thuyết - Phạm Hùng - Bến xe Mỹ Đình | Hoạt động Thứ 2 đến 18:00 Thứ 6 hàng tuần                  |
| 09B CT(Trần Khánh Dư - Bến xe Mỹ Đình)                    | ... - ĐTC Cầu Giấy - Cầu Giấy - Trần Thái Tông - Tôn Thất Thuyết - Phạm Hùng - Bến xe Mỹ Đình | Hoạt động 18:00 Thứ 6 đến Chủ nhật (tránh tuyến phố đi bộ) |
| 12(Công viên Nghĩa Đô - Khánh Hà (Thường Tín))            | Công viên Nghĩa Đô - Nguyễn Văn Huyên - Nguyễn Khánh Toàn -... |                                                            |
| 13(Công viên nước Hồ Tây - Cổ Nhuế)                       | ... - Lạc Long Quân - Bưởi - Hoàng Quốc Việt - Nguyễn Văn Huyên - Tô Hiệu - Trần Quốc Hoàn - Phạm Văn Đồng - Hồ Tùng Mậu -...                                                                                                 |                                                            |
| 16(Bến xe Mỹ Đình - Bến xe Nước Ngầm)                     | Bến xe Mỹ Đình - Phạm Hùng - Xuân Thủy - Cầu Giấy - Đường Láng -... |                                                            |
| 21B(Duyên Thái(Thường Tín) - Bến xe Mỹ Đình)              | ... Khuất Duy Tiến - Phạm Hùng - Bến xe Mỹ Đình |                                                            |
| 22A(Bến xe Gia Lâm - KĐT Trung Văn)                       | ... Trần Duy Hưng - Phạm Hùng -... |                                                            |
| 22B(Bến xe Mỹ Đình - KĐT Kiến Hưng)                       | Bến xe Mỹ Đình - Phạm Hùng - Khuất Duy Tiến -... |                                                            |
| 24(Long Biên - Cầu Giấy)                                  | ... - ĐTC Cầu Giấy - Bãi đỗ xe Cầu Giấy |                                                            |
| 25(Bến xe Giáp Bát - Bệnh viện Bệnh nhiệt đới TW cơ sở 2) | ... - Bưởi - Lạc Long Quân -... |                                                            |
| 26(Mai Động - SVĐ Quốc gia Mỹ Đình)                       | ... - ĐTC Cầu Giấy - Cầu Giấy - Xuân Thủy - Hồ Tùng Mậu - Lê Đức Thọ -... |                                                            |
| 27(Bến xe Yên Nghĩa - Bến xe Nam Thăng Long)              | ... - ĐTC Cầu Giấy - Cầu Giấy - Xuân Thủy - Phạm Văn Đồng -... |                                                            |
| 28(Bến xe Nước Ngầm - Đại học Mỏ)                         | ... ĐTC Cầu Giấy - Cầu Giấy - Trần Đăng Ninh - Nguyễn Khánh Toàn - Chùa Hà - Tô Hiệu - Nguyễn Phong Sắc - Trần Cung -... |                                                            |
| 29(Bến xe Giáp Bát - Tân Lập)                             | ... - Hoàng Minh Giám - Nguyễn Chánh - Dương Đình Nghệ - Phạm Hùng - Hồ Tùng Mậu -... |                                                            |
| 30(KĐT Gamuda - Bến xe Mỹ Đình)                           | ... - Lê Văn Lương - Hoàng Minh Giám - Nguyễn Chánh - Dương Đình Nghệ - Phạm Hùng - Bến xe Mỹ Đình | Hoạt động Thứ 2 đến 18:00 Thứ 6 hàng tuần                  |
| 30CT(KĐT Gamuda - Bến xe Mỹ Đình)                         | ... - Lê Văn Lương - Hoàng Minh Giám - Nguyễn Chánh - Dương Đình Nghệ - Phạm Hùng - Bến xe Mỹ Đình | Hoạt động 18:00 Thứ 6 đến Chủ nhật (tránh tuyến phố đi bộ) |
| 32(Nhổn - Bến xe Giáp Bát)                                | ... - ĐTC Cầu Giấy - Cầu Giấy - Xuân Thủy - Hồ Tùng Mậu -... |                                                            |
| 33(CCN Thanh Oai - Xuân Đỉnh)                             | ... - Lạc Long Quân - Bưởi - Hoàng Quốc Việt - Phạm Văn Đồng - Phạm Hùng - Khuất Duy Tiến -... |                                                            |
| 34(Bến xe Mỹ Đình - Trung tâm hành chính huyện Gia Lâm)   | Bến xe Mỹ Đình - Phạm Hùng - Xuân Thủy - Cầu Giấy - ĐTC Cầu Giấy -... |                                                            |
| 35A(Trần Khánh Dư - Bến xe Nam Thăng Long)                | ... - Trần Duy Hưng - Phạm Hùng - Phạm Văn Đồng -... |                                                            |
| 38(Bến xe Nam Thăng Long - Mai Động)                      | ... - Bưởi - Nguyễn Khánh Toàn - Nguyễn Văn Huyên - Hoàng Quốc Việt - Phạm Văn Đồng -... |                                                            |
| 39(Công viên Nghĩa Đô - Tứ Hiệp)                          | Công viên Nghĩa Đô - Nguyễn Văn Huyên - Nguyễn Khánh Toàn - Trần Đăng Ninh - Nguyễn Phong Sắc - Xuân Thủy - Phạm Hùng - Khuất Duy Tiến -...                                                                                   |                                                            |
| 45(Times City - Nam Thăng Long)                           | ... - Bưởi - Hoàng Quốc Việt - Phạm Văn Đồng -... |                                                            |
| 46(Bến xe Mỹ Đình - Đông Anh)                             | Bến xe Mỹ Đình - Phạm Hùng - Phạm Văn Đồng -... |                                                            |
| 49(Trần Khánh Dư - Nhổn)                                  | ... - ĐTC Cầu Giấy - Cầu Giấy - Xuân Thủy - Hồ Tùng Mậu -... |                                                            |
| 50(Long Biên - KĐT Vân Canh)                              | ... - Trần Duy Hưng - Phạm Hùng -... |                                                            |
| 51(Bến xe Gia Lâm - Học viên Tư pháp)                     | ... - Trần Duy Hưng - Trung Hòa - Vũ Phạm Hàm - Trung Kính - Phạm Văn Bạch - Trần Thái Tông - Xuân Thủy - Hồ Tùng Mậu - Trần Vỹ - Học viên Tư pháp                                                                            |                                                            |
| 53A(Hoàng Quốc Việt - Đông Anh)                           | ĐTC Hoàng Quốc Việt - Hoàng Quốc Việt - Phạm Văn Đồng -... |                                                            |
| 53B(Bến xe Mỹ Đình - Kim Hoa (Mê Linh))                   | Bến xe Mỹ Đình - Phạm Hùng - Phạm Văn Đồng -... |                                                            |
| 55A(Times City - Cầu Giấy)                                | ... - Lạc Long Quân - Bưởi - ĐTC Cầu Giấy |                                                            |
| 55B(TTTM AeonMALL Long Biên - Cầu Giấy)                   | ... - Lạc Long Quân - Bưởi - ĐTC Cầu Giấy |                                                            |
| 56A(Mỹ Đình (SVĐ Quốc gia) - Núi Đôi)                     | ... - Hồ Tùng Mậu - Phạm Văn Đồng -... |                                                            |
| 60A(Pháp Vân Tứ Hiệp - Công viên nước Hồ Tây)             | ... - Hoàng Đạo Thúy - Trần Duy Hưng - Phạm Hùng - Phạm Văn Đồng -... |                                                            |
| 60B(Bến xe Nước Ngầm - BV Bệnh Nhiệt đới TW CS2)          | ... - Hoàng Đạo Thúy - Trần Duy Hưng - Phạm Hùng - Phạm Văn Đồng -... |                                                            |
| 61(Dục Tú (Đông Anh) - Công viên Cầu Giấy)                | ... - Phạm Văn Đồng - Phạm Hùng - Tôn Thất Thuyết - Trần Thái Tông - Thành Thái - Công viên Cầu Giấy |                                                            |
| 64(Bến xe Mỹ Đình - Phố Nỉ)                               | Bến xe Mỹ Đình - Phạm Hùng - Phạm Văn Đồng -... |                                                            |
| 68(Hà Đông - Sân bay Nội Bài)                             | ... - Bưởi - Võ Chí Công -... |                                                            |
| 84(Cầu Diễn - KĐT Linh Đàm)                               | ... - Phạm Hùng - Dương Đình Nghệ - Trung Kính - Hạ Yên Quyết - Trần Kim Xuyến - Trung Hòa - Nguyễn Thị Định - Lê Văn Lương -...                                                                                              |                                                            |
| 85(Công viên Nghĩa Đô - KĐT Thanh Hà)                     | Công viên Nghĩa Đô - Nguyễn Văn Huyên - Nguyễn Khánh Toàn - Trần Đăng Ninh - Khúc Thừa Dụ - Thành Thái - Hoàng Quán Chi - Trương Công Giai - Dương Đình Nghệ - Trung Kính - Mạc Thái Tổ - Nguyễn Chánh - Hoàng Minh Giám -... |                                                            |
| 87(Bến xe Mỹ Đình - Quốc Oai - Xuân Mai)                  | Bến xe Mỹ Đình - Phạm Hùng - Đại lộ Thăng Long -... |                                                            |
| 88(Bến xe Mỹ Đình - Hòa Lạc - Xuân Mai)                   | Bến xe Mỹ Đình - Phạm Hùng - Đại lộ Thăng Long -... |                                                            |
| 90(Hào Nam - Sân bay Nội Bài)                             | ... - Đường Bưởi - Lạc Long Quân -... |                                                            |
| 96(Cầu Giấy - Đông Anh)                                   | ... - Cầu Giấy - Nguyễn Văn Huyên - Hoàng Quốc Việt - Bưởi - Võ Chí Công -... |                                                            |
| 97(Hoài Đức - Công viên Nghĩa Đô)                         | ... - Phạm Hùng - Duy Tân - Thành Thái - Trương Công Giai - Trần Quý Kiên - Trần Đăng Ninh - Nguyễn Khánh Toàn - Nguyễn Văn Huyên - Công viên Nghĩa Đô                                                                        |                                                            |
| 103A(Bến xe Mỹ Đình - Chùa Hương)                         | Bến xe Mỹ Đình - Phạm Hùng - Khuất Duy Tiến -... |                                                            |
| 103B(Bến xe Mỹ Đình - Hồng Quang (Ứng Hòa) - Hương Sơn)   | Bến xe Mỹ Đình - Phạm Hùng - Khuất Duy Tiến -... |                                                            |
| 104(SVĐ Quốc gia - Bến xe Nước Ngầm)                      | ... - Phạm Hùng - Dương Đình Nghệ - Trung Kính - Vũ Phạm Hàm - Nguyễn Khang - Nguyễn Ngọc Vũ -... |                                                            |
| 105(Đô Nghĩa - Cầu Giấy)                                  | ... - Hoàng Đạo Thúy - Trần Duy Hưng - Trung Hòa - Vũ Phạm Hàm - Nguyễn Khang - Cầu Giấy - ĐTC Cầu Giấy |                                                            |
| 107(Kim Mã - Làng VHCDT Việt Nam)                         | ... - Trần Duy Hưng - Đại lộ Thăng Long -... |                                                            |
| 109(Bến xe Mỹ Đình - Sân bay Nội Bài)                     | Bến xe Mỹ Đình - Phạm Hùng - Phạm Văn Đồng -... |                                                            |
| 142(Nam Thăng Long - Vincom Long Biên)                    | ... - Xuân Tảo - Nguyễn Văn Huyên - Nguyễn Khánh Toàn -... |                                                            |
| 144(Đại học Mỏ - Trần Khánh Dư)                           | ... - Hoàng Quốc Việt - Bưởi -... |                                                            |
| 146(Hào Nam - Khu liên cơ quan Sở ngành Hà Nội - Hào Nam) | ... - Bưởi - Võ Chí Công -... |                                                            |
| 157(Bến xe Mỹ Đình - Bến xe Sơn Tây)                      | Bến xe Mỹ Đình - Phạm Hùng - Đại lộ Thăng Long -... |                                                            |
| 159(BV Nhiệt đới TW CS2 - Times City)                     | ... - Đường Bưởi - Võ Chí Công -... |                                                            |
| 161(Cầu Giấy - Tam Hiệp)                                  | ĐTC Cầu Giấy - Cầu Giấy |                                                            |
| E01(Bến xe Mỹ Đình - Vinhomes Ocean Park)                 | Bến xe Mỹ Đình - Phạm Hùng - Khuất Duy Tiến -... |                                                            |
| E03(Cầu Diễn - Vinhomes Ocean Park)                       | ... - Phạm Hùng - Trần Duy Hưng -... |                                                            |
| E05(Long Biên - Cầu Giấy - Vinhomes Smart City)           | ... - Cầu Giấy - Xuân Thủy - Phạm Hùng - Đại lộ Thăng Long -... |                                                            |
| E07(Long Biên - Cửa Nam - Vinhomes Smart City)            | ... - Trần Duy Hưng - Đại lộ Thăng Long -... |                                                            |
| E08(Khu liên cơ quan Sở ngành Hà Nội - Times City)        | ... - Xuân Tảo - Nguyễn Văn Huyên - Nguyễn Khánh Toàn -... |                                                            |
| E09(Vinhomes Smart City - Công viên nước Hồ Tây)          | ... - Đại lộ Thăng Long - Khuất Duy Tiến -... |                                                            |

## Di tích lịch sử
- Đền Trung Nha ở phường Nghĩa Đô, Cầu Giấy, Hà Nội thờ Tướng Trần Công Tích làm quan dưới triều Đinh, quê ở trang Đông Lộc (Hưng Yên). Khi quân Tống xâm lược, Trần Công Tích đem 500 tinh binh đến đóng ở ấp Phượng Đảo, tức vùng Nghĩa Đô để luyện quân và tuyển quân lên biên giới chống lại giặc Tống. Hai bà vợ Lê Hồng Nương và Lê Quế Nương cũng là những nữ tướng hậu cần.[7] Tiền Lê.
- Đình Trung Kính Hạ ở phường Trung Hòa, Cầu Giấy, Hà Nội thờ thập đạo tướng quân Lê Hoàn cùng với Nộn Công thời Hùng Vương.[8] Làng Trung Kính vốn là vùng đất cổ nằm bên sông Tô gồm hai thôn Trung Kính Thượng và Trung Kính Hạ. Hậu Lê
- Đình Trung Kính Thượng ở Trung Hòa, Cầu Giấy, Hà Nội Thờ thập đạo tướng quân Lê Hoàn cùng với Nộn Công thời Hùng Vương.[8] Làng Trung Kính vốn là vùng đất cổ nằm bên sông Tô gồm hai thôn Trung Kính Thượng và Trung Kính Hạ. Hậu Lê